# Helophorus aquaticus
Helophorus aquaticus es una especie de escarabajo del género Helophorus, familia Hydrophilidae. Fue descrita científicamente por Linnaeus en 1758.
Habita en Austria, Baleares, Bélgica, Córcega, paleártico oriental, Estonia, Turquía, Finlandia, Francia continental, Alemania, Hungría, Italia,
Letonia, Lituania, Oriente Próximo, Polonia, Portugal continental, Cerdeña, Sicilia, España peninsular, Suiza y Países Bajos.

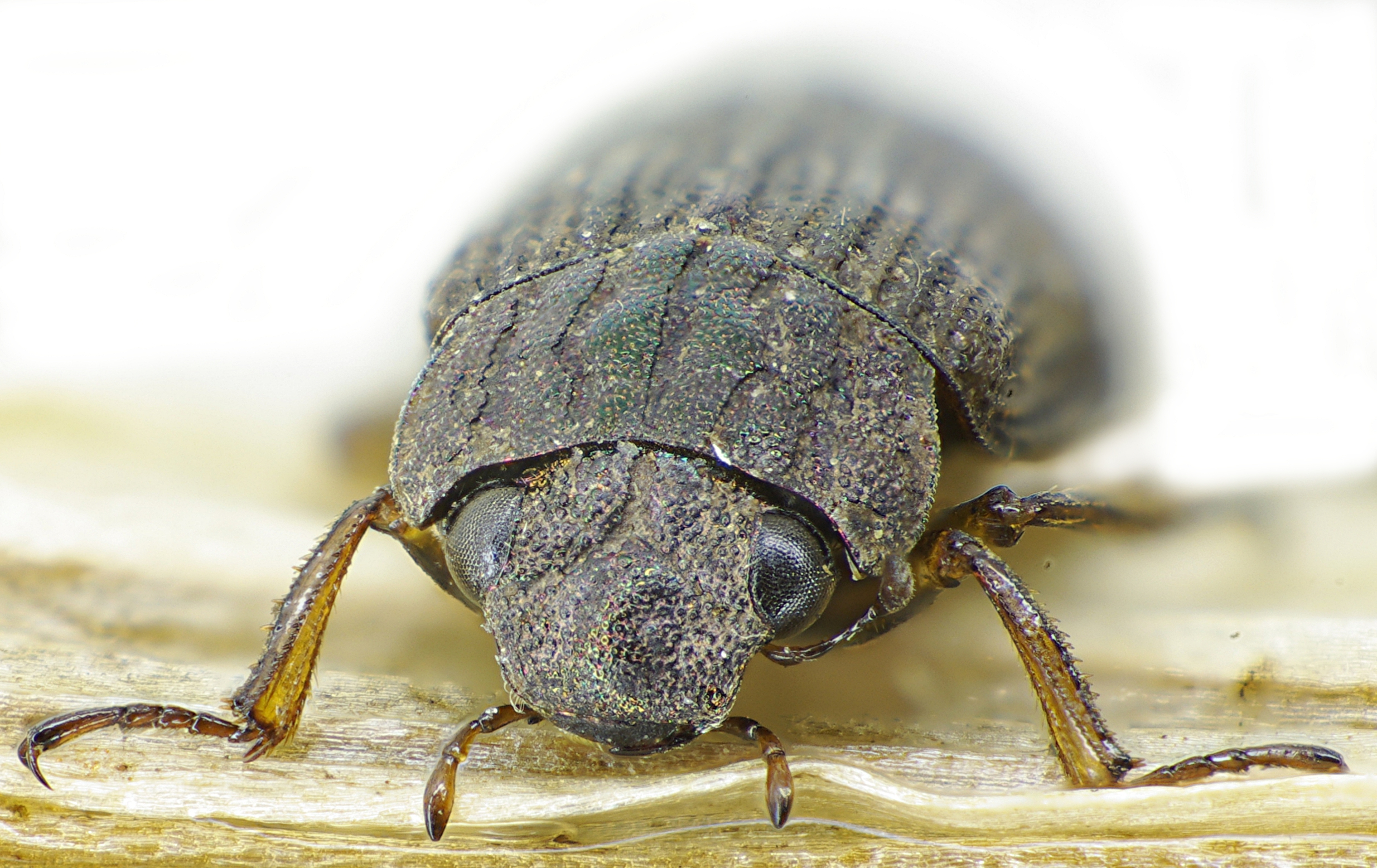
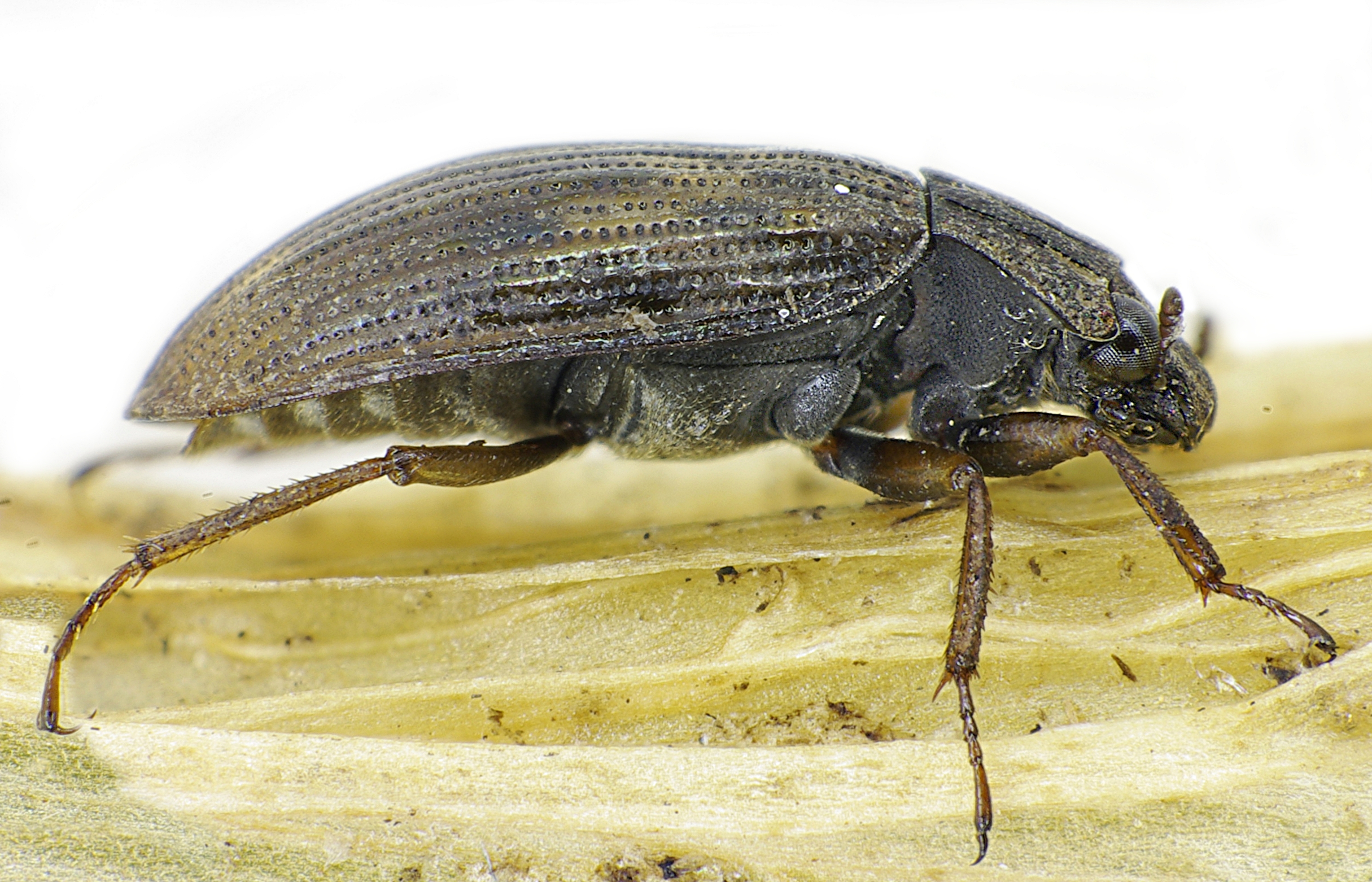
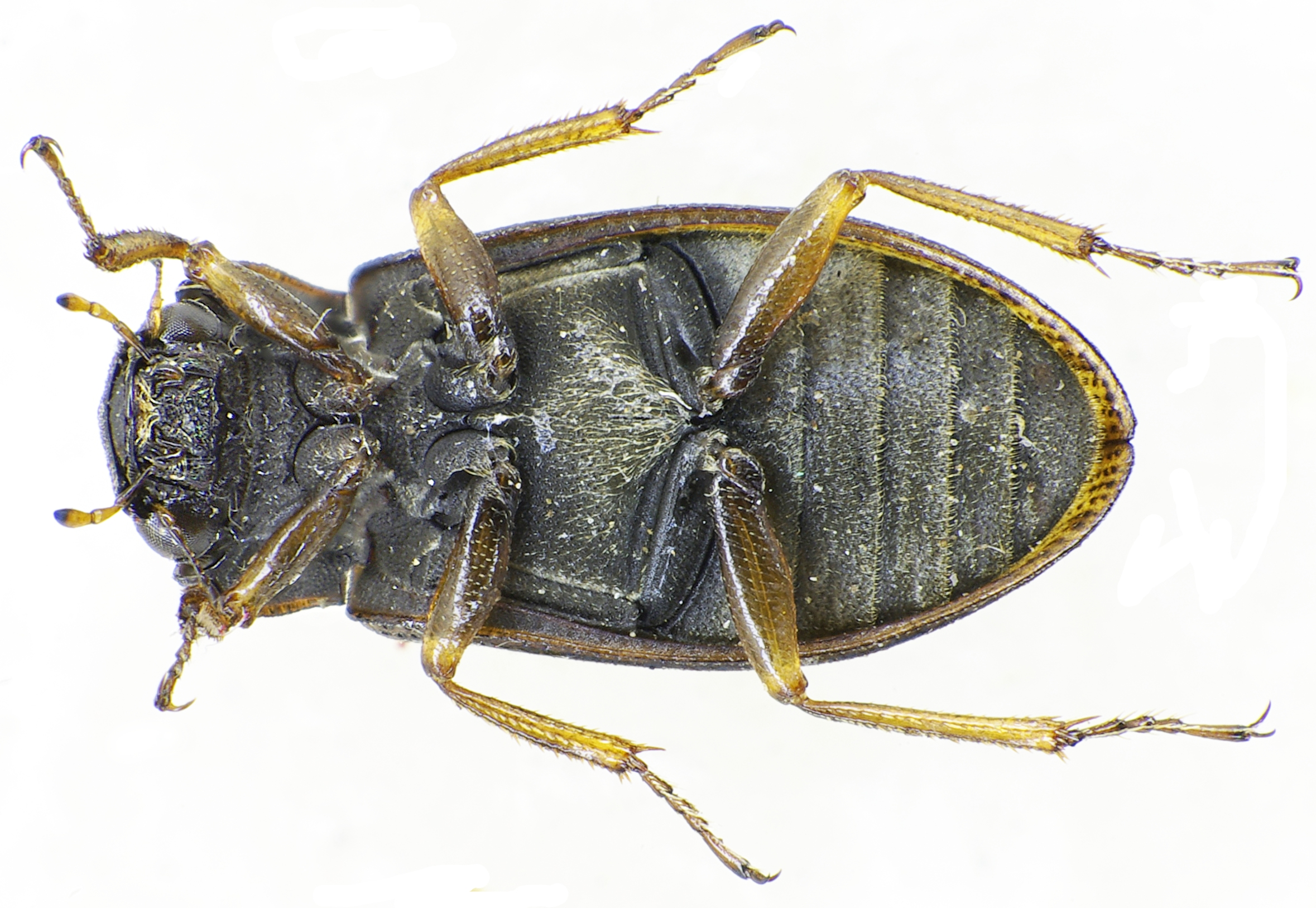
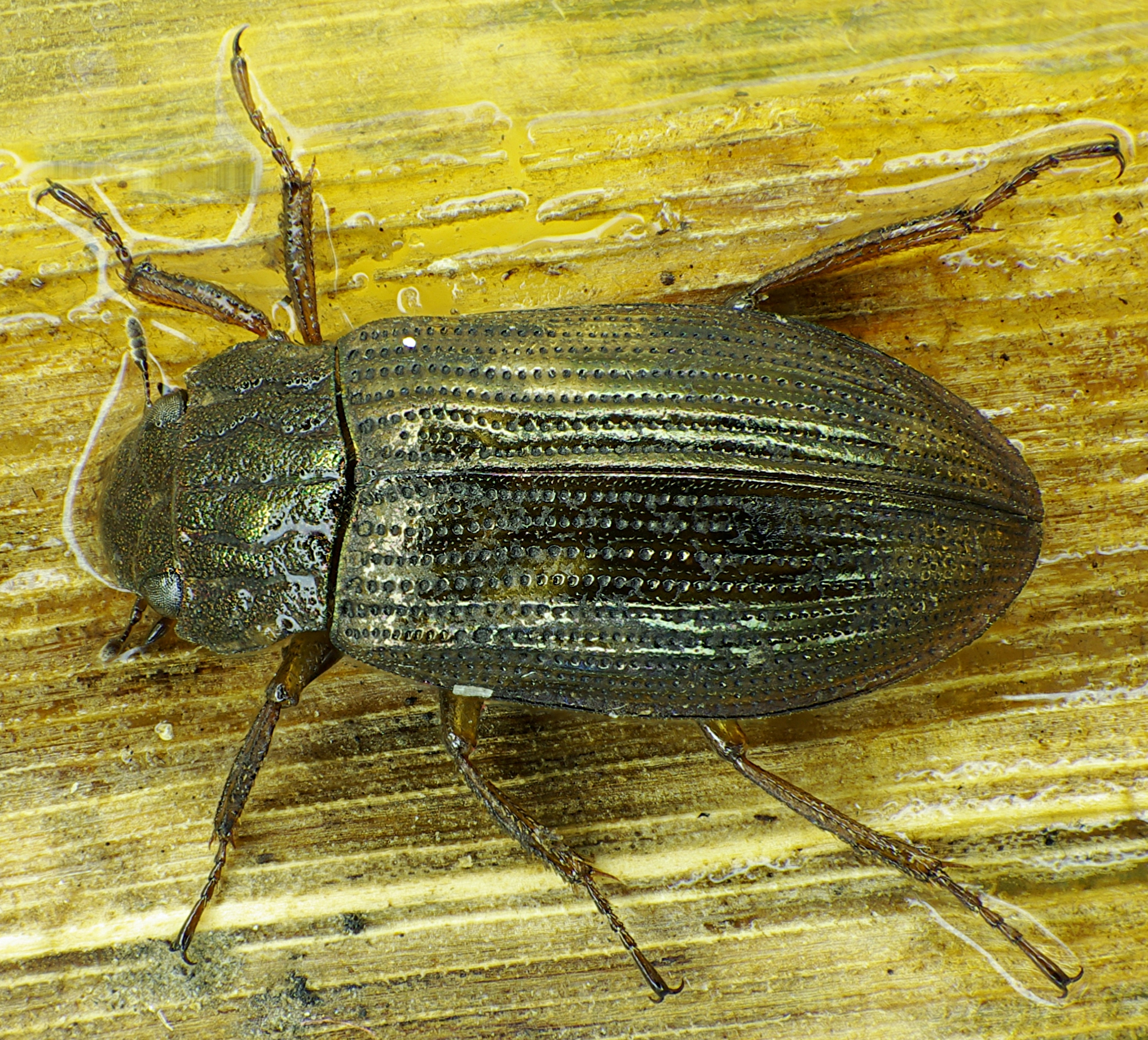